# Cratere Vlaminck
Vlaminck  è un cratere sulla superficie di Mercurio.